# Рид, Джейми
Джейми Рид (англ. Jamie Reid; 16 января 1947, Лондон — 8 августа 2023, Ливерпуль) — английский художник и анархист, имеющий отношение к движению ситуационистов. Его работы в стиле газетных вырезок (т. н. ransom note) считаются олицетворением визуального образа панка, особенно в Великобритании. Самые известные дизайнерские работы Рида включают изображения для обложки альбома Sex Pistols Never Mind the Bollocks, Here's the Sex Pistols, а также синглов этой группы «Anarchy in the U.K.», «God Save The Queen» (на основе фотографии Сесила Битона королевы Елизаветы II) с английской булавкой в губе и свастикой в глазах, охарактеризованной журналистом The Observer Шоном О’Хаганом как «самый яркий образ эпохи панк-рока»), «Pretty Vacant» и «Holidays in the Sun».

Стилизованный постер «Anarchy in the U.K.» — изображающий разорванный британский флаг скреплённый английскими булавками. Впоследствии работа Джейми Рида оказала большое влияние на панк-стиль и современный графический дизайн в целом

Рид учился в John Ruskin Grammar School в Кройдоне. В студенческие годы принимал участие в сидячей демонстрации в Croydon Art School, вместе с Малькольмом Маклареном — будущим менеджером Sex Pistols.
В 1997 году Рид выпустил серию художественных работ, посвящённых двадцатилетию появления панк-рока. Десять лет спустя Рид стал автором проекта, приуроченного к тридцатой годовщине выпуска сингла «God Save the Queen», который представлял из себя изображение под названием «Never Trust a Punk» (рус. «Никогда не доверяй панку»), основанное на его оригинальном дизайне. Работа была выставлена на лондонской художественной ярмарке в районе Ислингтон. Также Рейд оформлял записи группы Afro Celt Sound System.
Рид является автором выставки «Peace is Tough», которая демонстрировалась в галереях The Arches и The Microzine, в Глазго и Ливерпуле соответственно. С 2004 года художник публиковал свои работы в галерее The Aquarium L-13, где также проходила его ретроспективная выставка «May Day, May Day» в мае 2007 года. В нынешнее время Рид проводит демонстрацию своих работ в рамках частного выставочного центра L-13 Light Industrial Workshop Стива Лоу, расположенного в Клеркенвелле, Лондон.
В 2009 году, после обвинений Дэмьеном Хёрстом своего студента в нарушении авторских прав, Рид назвал художника «лицемерным и жадным художественным хулиганом», после чего, в сотрудничестве с Джимми Коти выпустил пастиш «For the Love of Disruptive Strategies and Utopian Visions in Contemporary Art and Culture» (рус. «Разрушительные стратегии и утопические видения в современном искусстве и культуре»), на котором изображение королевы с «God Save The Queen» было заменено на Дэмьена Хёрста.
Рейд также представлен в галерее John Marchant Gallery, в которой демонстрируется архив работ художника.
В октябре 2010 года американский активист Дэвид Джейкобс — основатель ситуационистской группы Point-Blank! — оспорил авторство Рида в отношении работы «Nowhere Buses», которая была использована в качестве одного из изображений буклета сингла Sex Pistols «Pretty Vacant». По словам Джейкобса, он создал этот дизайн в рамках памфлета, посвящённого массовому транзиту в Сан-Франциско в 1973 году.
Также Рид участвовал в протестах прямого действия против налога на подоходный налог, т. н. Статьи 28 и законопроекта об уголовном правосудии.
Состоял в гражданском браке с актрисой Марджи Кларк, от этих отношений имеет дочь Роуэн. В нынешнее время проживает в Ливерпуле.
Умер 8 августа 2023 года в возрасте 76 лет.